# Райяна Барнаві
Райяна Барнаві — біомедичний дослідник і астронавт Саудівської Аравії, обрана Саудівською космічною комісією для місії Axiom 2 як спеціаліст місії ; Про вибір її було офіційно оголошено 12 лютого 2023 року
Вона має ступінь бакалавра біомедичних наук в Університеті Отаго. Вона також має ступінь магістра біомедичних наук в Університеті Альфайсала, де вивчала адгезію стовбурових клітин раку молочної залози; вона має дев'ятирічний досвід дослідження ракових стовбурових клітин. Коли її обрали, вона працювала техніком дослідницької лабораторії в спеціалізованій лікарні та дослідницькому центрі короля Фейсала в Ер-Ріяді. Очікується, що в рамках майбутньої місії вона проводитиме місійні експерименти у своїй галузі.